# Château de Brévannes
Le château de Brévannes est situé sur la commune de Limeil-Brévannes, dans le département du Val-de-Marne.

## Historique
La présence d'un château médiéval avec tours, douves, échauguettes est attestée depuis le début du XIVe siècle et appartient à la famille de Corbie. Sous Louis XIV, les jardins sont dessinés par Le Nôtre.
Marc Henri Le Pileur de Brévannes, conseiller du roi, président en la Chambre des comptes de Paris, achète en 1786 le vieux château en mauvais état. Il ordonne sa démolition et fait construire cette « élégante bâtisse de style Louis XVI ». Il n'en profite guère, car au début de la Révolution, pour échapper à l'arrestation, il doit fuir à l'étranger. À son retour d'émigration, il vend le domaine. 
En 1803, le château est acheté par Pierre Marie Muguet de Varange, fils d'une famille bourgeoise lyonnaise issue d'un maître passementier. Pierre-Marie de Varange est né à Lyon vers 1759 et y épouse le 15 août 1791 Marie Caroline Andrieu de Turdine, fille d'un négociant. Sous l'Empire, il devient receveur général puis régent de la Banque de France, et baron en 1810. Il est maire de Limeil-Brévannes de 1806 à 1817. Il est mort le 12 décembre 1818 à Paris, 8 rue d'Orléans. Il est inhumé au cimetière de Limeil-Brévannes.
Le château est occupé par les Autrichiens en 1814. En 1823, il est acquis par le banquier Jean-Charles Clarmont. 
En 1824, il devient la propriété du philologue hébraïque Philippe Sarchi (1765-1830), puis il passe à son fils l'agent de change Philippe Benoit Sarchi (1800-1864), et à sa veuve qui l'habite jusqu'en 1870. Après la guerre de 1870, il est occupé par les troupes prussiennes.
Le Prince Achille Murat (1801-1847), neveu de Napoléon Ier, achète la propriété en 1874 et la fait remettre en état. Passionné de jeu de cartes, il l'aurait perdu au profit du baron Rodolphe Hottinguer (1835-1920), riche banquier parisien qui ne s'intéresse pas à la propriété. 
En 1883, le domaine est acheté par l'Assistance Publique pour y faire un hospice avec dispensaire pour les personnes âgées. Il est agrandi en 1886 pour y faire un quartier réservé aux ménages. Un quartier complémentaire est construit en 1891 pour les malades chroniques. En 1907, un ensemble de bâtiments réservés aux malades tuberculeux est édifié par l'architecte Paul-Louis Renaud. Un quartier réservé aux enfants malades est construit, c'est le pavillon Léon Bernard. Un sanatorium est construit vers 1915. L'ensemble s'appelle actuellement l'hôpital Émile-Roux.
Le pigeonnier fait l’objet d’une inscription au titre des monuments historiques depuis le 25 janvier 1980, tandis que le château et ses abords est inscrit depuis le 3 septembre 2002.

## Galerie

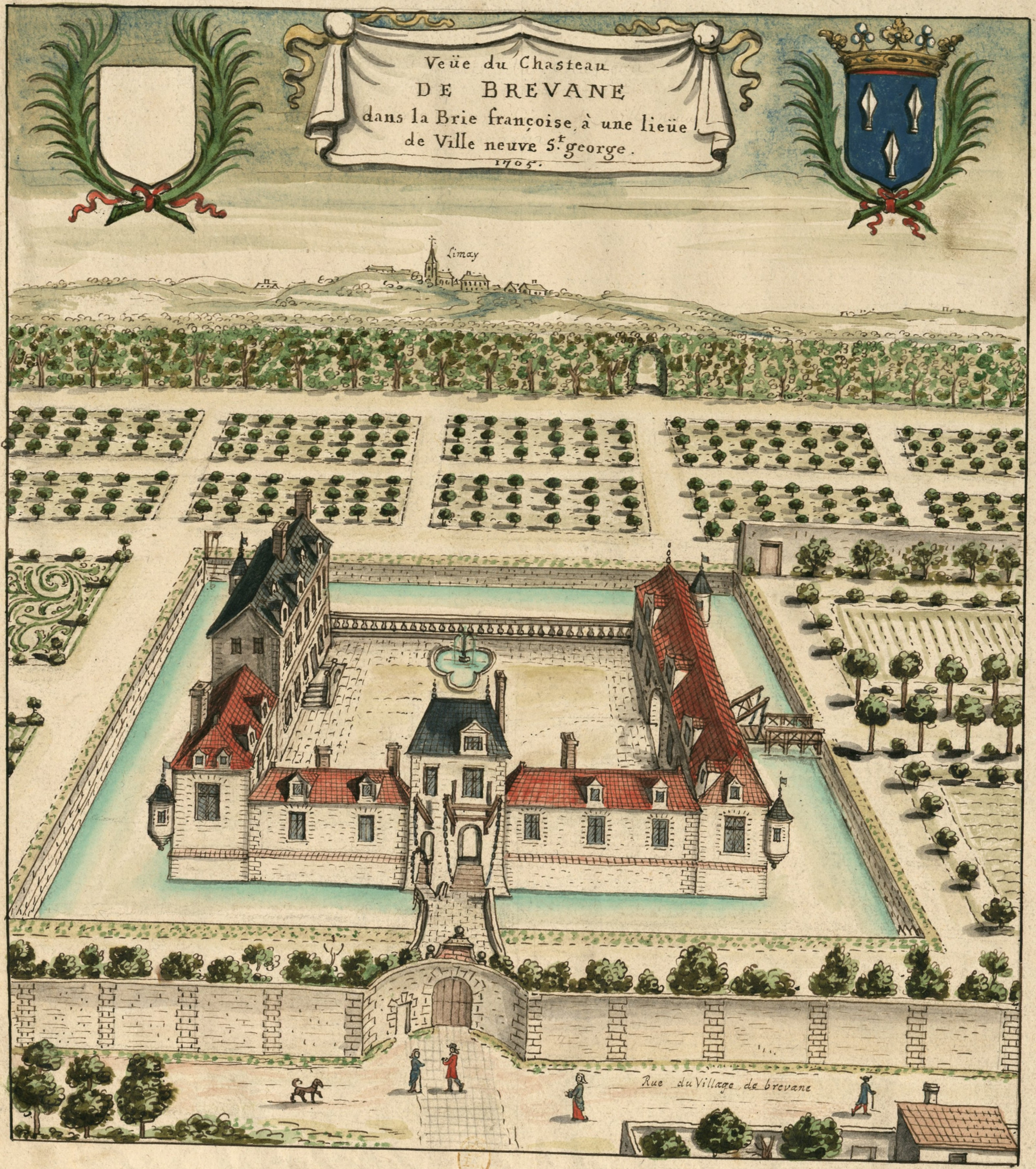
L'ancien château en 1705.
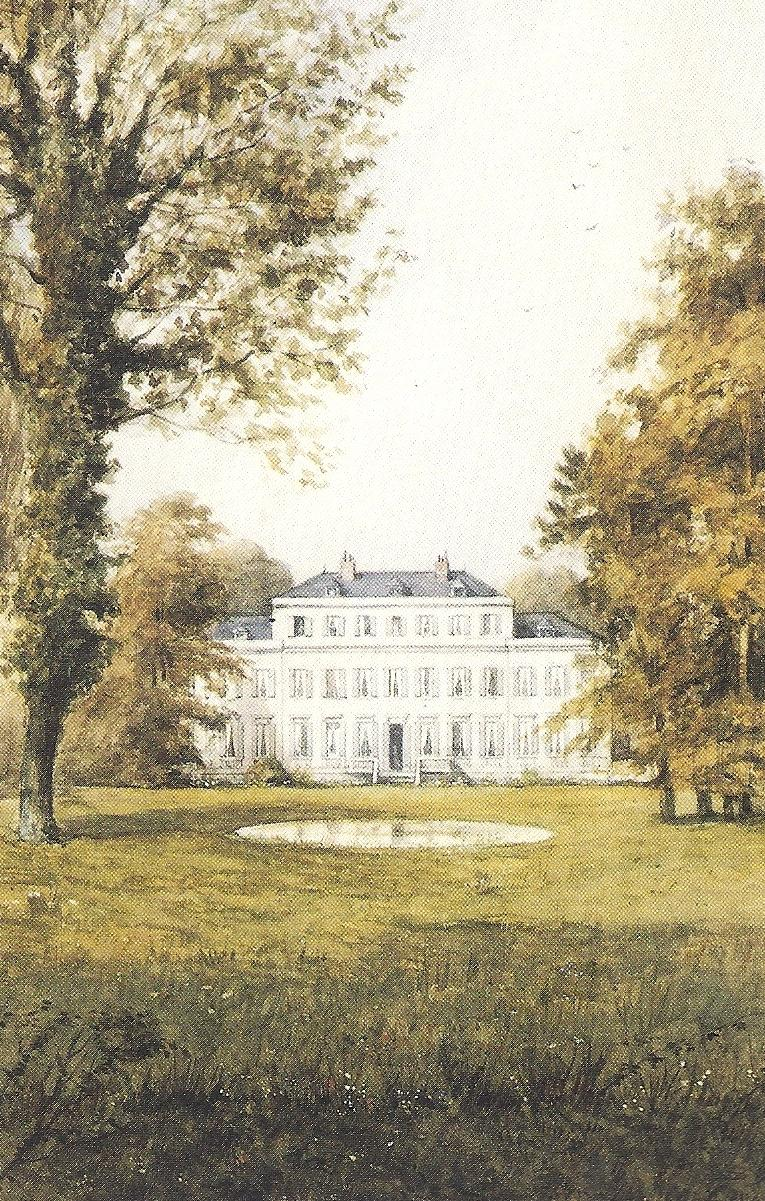
Le nouveau château de Brévannes, à l'époque des Sarchi, peinture du XIXe siècle.